# Deltoïde (courbe)

La courbe en rouge est une deltoïde.

En géométrie, la deltoïde est une courbe plane, plus précisément une hypocycloïde à trois rebroussements. Son nom vient de sa forme de triangle circulaire, qui rappelle celle de la lettre grecque delta majuscule (Δ). Cet exemple de roulette fut étudié pour la première fois par Leonhard Euler en 1745.

## Équations paramétriques
En écrivant la position du point d'un cercle de rayon {\displaystyle a} roulant sans glisser à l'intérieur d'un cercle de rayon {\displaystyle 3a}, on obtient l'équation paramétrique suivante :
{\displaystyle x=2a\cos(t)+a\cos(2t)}
{\displaystyle y=2a\sin(t)-a\sin(2t)}.

La deltoïde comme enveloppe d'un segment dont les extrémités sont astreintes à suivre la courbe

L'équation cartésienne est de la forme :
{\displaystyle (x^{2}+y^{2})^{2}+18(x^{2}+y^{2})=8x^{3}-24y^{2}x+27},
ce qui montre que cette courbe est algébrique de degré 4. Elle possède trois points singuliers (les trois points de rebroussement), et elle est de genre zéro.

## Propriétés géométriques

Caustique de deltoïde. La source lumineuse étant à l'infini, cette caustique est une astroïde, quelle que soit la direction de la source.

- La longueur du périmètre d'un deltoïde de paramètre a est 16a[1]. L'aire du domaine délimité par le deltoïde est {\displaystyle 2\pi a^{2}}.
- Une règle dont les deux extrémités sont astreintes à glisser sur la deltoïde vient tangenter la deltoïde en un troisième point : le point de tangence décrit deux fois la deltoïde lorsque les extrémités ne la décrivent qu'une fois.
- L'enveloppe des droites de Simson d'un triangle est une deltoïde (on l’appelle deltoïde de Steiner, ce théorème étant dû à Jakob Steiner).
- La développante de la deltoïde a pour équation cartésienne

{\displaystyle x^{3}-x^{2}-(3x+1)y^{2}=0,} Elle présente un point double à l'origine, ce que l'on peut vérifier en opérant une rotation imaginaire y → iy, qui aboutit à l'équation :
{\displaystyle x^{3}-x^{2}+(3x+1)y^{2}=0} courbe qui présente un point double à l'origine dans {\displaystyle \mathbb {R} ^{2}}.
- La caustique d'un deltoïde, la source lumineuse étant à l'infini, est une astroïde, quelle que soit la direction de la source[2].